# 김성준 (배우)
김성준(본명 : 김국진, 1980년 12월 4일 ~ 서울특별시)은 대한민국의 배우이다.

## 학력
- 1987~1993 서울언북초등학교
- 1993~1996 신구중학교
- 1996~1999 영동고등학교
- 2000~2007 세종대학교 영화예술학 학사
- 2011~2018 경희대학교 교육대학원 체육교육 석사
- 2018~ 성균관대학교 대학원 스포츠경영 박사과정 재학

## 출연

### 영화
- 2001 신라의 달밤
- 2008 쌍화점

### 드라마
- 1999 KBS 1TV 학교 2
- 2000 KBS 1TV 학교 3

### 시트콤
- 1998 SBS 나 어때